# Toxisarcon
Toxisarcon es un género de foraminífero bentónico de la superfamilia Astrorhizoidea, del suborden Astrorhizina y del orden Astrorhizida. Su especie-tipo es Toxisarcon synsuicidica. Su rango cronoestratigráfico abarca el Holoceno.

## Discusión
Clasificaciones previas hubiesen incluido Toxisarcon en el suborden Textulariina y en el orden Textulariida

## Clasificación
Toxisarcon incluye a las siguientes especies:
- Toxisarcon alba
- Toxisarcon synsuicidica